# Vir (album)
Vir – drugi album studyjny białoruskiego rapera Vinsenta, wydany 9 grudnia 2015 roku przez wydawnictwo Piarszak. Prezentacje albumu odbyły się 16 grudnia 2015 roku w mińskim klubie Placouka chou oraz 19 grudnia 2015 roku w klubie Theatre Delicatessen w Londynie.

## Lista utworów
| Nr  | Tytuł utworu   | Długość |
| --- | -------------- | ------- |
| 1.  | „Horad”        | 2:13    |
| 2.  | „Žyvy”         | 3:50    |
| 3.  | „Lotać”        | 3:38    |
| 4.  | „Napierad”     | 3:26    |
| 5.  | „Muzyka”       | 3:49    |
| 6.  | „Vajna”        | 4:30    |
| 7.  | „Zaŭtra”       | 3:29    |
| 8.  | „Adpuści”      | 3:47    |
| 9.  | „Tam”          | 4:07    |
| 10. | „Daj nam znak” | 4:05    |
|     |                | 36:54   |

## Twórcy
- Vinsent – wokal, teksty
- Beatscraze – muzyka i produkcja (utwór 1)
- PS Beats – muzyka i produkcja (utwory 2, 3, 6, 7, 9)
- Tone Jones – muzyka i produkcja (utwór 4)
- Diamond Style – muzyka i produkcja (utwór 5)
- Elite Producers – muzyka i produkcja (utwór 8)
- Scarecrow Beats – muzyka i produkcja (utwór 10)
- Wiktoryja Rasolka, Iryna Rasolka, Arciom Sitnikau – chórki
- Aleś Walaniuk, Ilia Szymanski – design
- Alaksiej Drako – producent dźwięku[3]